# Fenusella septentrionalis
Fenusella septentrionalis är en stekelart som först beskrevs av Koch 1990.  Fenusella septentrionalis ingår i släktet Fenusella, och familjen bladsteklar. Arten är reproducerande i Sverige.